# سعدی ایرماک
سعدی ایرماک (انگلیسی: Sadi Irmak؛ ۱۹۰۴ – ۱۱ نوامبر ۱۹۹۰) یک سیاست‌مدار اهل ترکیه بود.